# Odontodynerus deflendus
Odontodynerus deflendus är en stekelart som först beskrevs av Saunders.  Odontodynerus deflendus ingår i släktet Odontodynerus och familjen Eumenidae.

## Underarter
Arten delas in i följande underarter:
- O. d. tiberiacus
- O. d. tiberiacus